# Белькур, Роз Перин
Роз Перин Белькур (урождённая Роз Перин Лe Pуа де Ла Корбинe, фр. Rose Perrine le Roy de la Corbinaye), более известная как Мадам Белькур (фр. Madame Bellecour; 10 декабря 1730, Ламбаль, Бретань, Франция — 5 августа 1799, Париж) — французская актриса

.

## Биография
Дочь артиллерийского офицера. Под сценическим псевдонимом Боменар (Beaumenard) впервые появилась на сцене театра «Опера-Комик» в Париже в 1743 году.
Одна из лучших субреток французского театра XVIII века. Затем играла в провинциальных театрах. В 1749—1791 годах (с перерывом в 1756—1761) выступала в театре «Комеди Франсез».
Актриса мольеровской традиции, Мадам Белькур в своих лучших ролях — Дорина, Николь, Зербинетта («Тартюф», «Мещанин во дворянстве», «Проделки Скапена»), Лизетта («Единственный наследник» Реньяра) и других — привлекала не только очаровательной внешностью, звонким голосом, но и живостью, весельем, остротой характеристики. В зрелом возрасте перешла на хара́ктерные роли. Одна из её последних значительных работ — Марселина в «Женитьбе Фигаро» Бомарше (1784).
Оставила сцену в возрасте шестидесяти лет, но смутные времена лишили её пенсии, которую она получала от короля Людовика XVI и от театра. Умерла в крайней нищете.
Была замужем за актёром Жаном Клодом Жилем Белькуром.